# Barany (rejon żabinecki)
Barany (biał. Бараны; ros. Бараны) – wieś na Białorusi, w obwodzie brzeskim, w rejonie żabineckim, w sielsowiecie Oziaty, przy bagnie Hatcza.
W dwudziestoleciu międzywojennym wieś leżała w Polsce, w województwie poleskim, w powiecie kobryńskim.